# Сталиногорский аэроклуб
Сталиногорский аэроклуб — учебное заведение ОСОАВИАХИМа в городе Сталиногорск (ныне Новомосковск Тульской области) по подготовке лётчиков и парашютистов.
Открыт 11 декабря 1932 года в Индустриальном районе города как школа планеристов по инициативе энтузиаста-любителя С. Орешкина. В декабре 1936 года преобразована в Сталиногорский аэроклуб ОСОАВИАХИМа им. Героя Советского Союза М. Бабушкина. Обучение осуществлялось на двух самолётах У-2. 
В 1930-х годах также была открыта планёрная школа в Узловой, которая стала филиалом Сталиногорского аэроклуба.
Многие из воспитанников Сталиногорского аэроклуба в годы Великой Отечественной войны стали военными лётчиками, а семеро из них были удостоены высокого звания Героя Советского Союза:
- Н. И. Арчаков
- Д. И. Барашев
- В. С. Батяев
- Н. Г. Кудрявцев
- К. М. Трещёв
- В. К. Фалин
- Д. М. Шаров

С 1938 по 1939 год комендантом аэроклуба был бывший выпускник, лётчик-инструктор, Герой Российской Федерации Б. И. Карасёв.